# Championnat de France de football 1898 (USFSA)
Navigation
Championnat 1897 Championnat 1899
Le Championnat de France de football USFSA 1898 concerne uniquement Paris et sa proche banlieue où se tiennent des championnats de 1re série (6 clubs), 2e série (10 clubs) et 3e série (9 clubs). À noter la création à Lille du premier « championnat du Nord ». C'est la première compétition française de football reconnue par l'USFSA en dehors des limites de l'actuelle Île-de-France.

## Première série de Paris

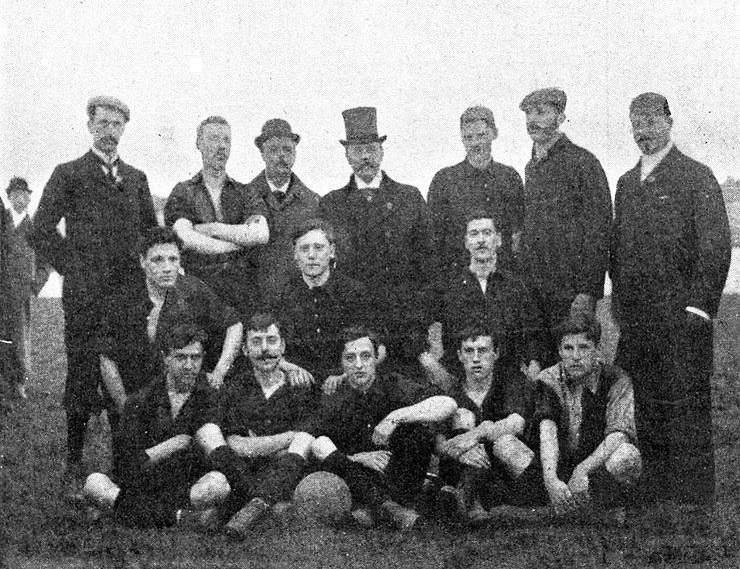
L'équipe du Standard AC le jour de la finale

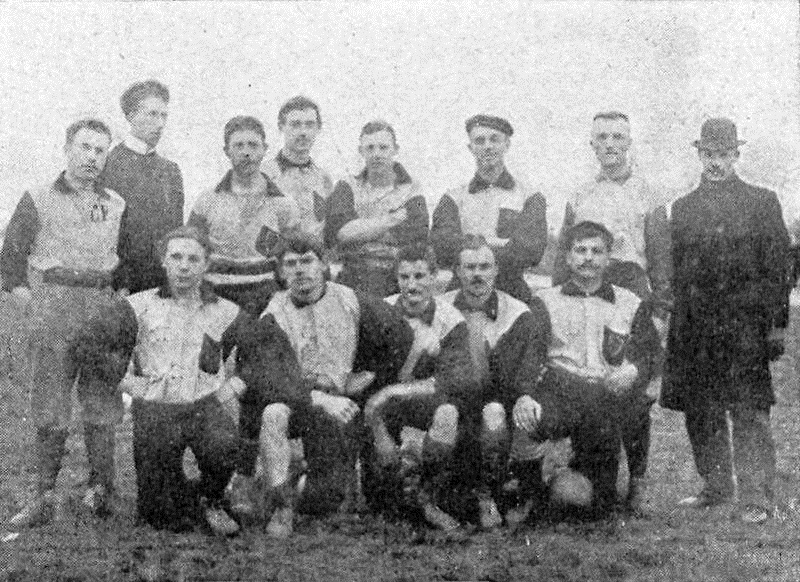
L'équipe du Club français le jour de la finale

La première série est remportée par le Standard Athletic Club.
| Rang | Équipe           | Pts | J  | G | N | P  | Bp | Bc | Diff  |
| ---- | ---------------- | --- | -- | - | - | -- | -- | -- | ----- |
| 1    | Standard AC      | 18  | 10 | 9 | 0 | 1  | 50 | 5  | 10    |
| 1    | Club français    | 18  | 10 | 9 | 0 | 1  | 27 | 6  | 4,5   |
| 3    | United SC        | 11  | 10 | 5 | 1 | 4  | 10 | 22 | 0,455 |
| 4    | RC France        | 8   | 10 | 3 | 2 | 5  | 11 | 31 | 0,355 |
| 5    | Paris Star       | 5   | 10 | 2 | 1 | 7  | 3  | 37 | 0,081 |
| 6    | The White Rovers | 0   | 10 | 0 | 0 | 10 | 0  | 30 | 0     |

Certaines sources[Lesquelles ?] donnent deux points aux Rovers et neuf points à United.
- Match de barrage pour le titre de champion le 3 avril 1898 à Courbevoie :

| Équipe 1    | Résultat | Équipe 2      |
| ----------- | -------- | ------------- |
| Standard AC | 3 - 2    | Club français |

## Deuxième série de Paris
Le Cercle pédestre d'Asnières remporte le titre de deuxième série.
Les participants, :
- Club pédestre d'Anières
- La Garenne Wanderers
- Association sportive internationale
- Union athlétique du Collège Rollin
- Union sportive de Puteaux
- Football club de Puteaux
- Vampire football club
- Aplanos athletic club
- Union athlétique du 1er arrondissement
- Sporting club d'Enghien

## Troisième série de Paris
Les participants, :
- Red Star Club
- Société parisienne de sports athlétiques
- Union pédestre de la rive gauche
- Club athlétique français
- Union sportive argenteuillaise
- Association sportive charentonnaise
- Paris athlétic club
- Club sportif Parisien
- Association pédestre française

## Équipes secondes
Deux séries (première et deuxième série) de championnat d'équipes secondes existent en 1897-1898. Certaines équipes premières de nouveaux clubs disputaient ce championnat avec les équipes réserves des meilleurs clubs. L'équipe première de la Nationale de Saint-Mandé remporte ainsi le titre de la deuxième série.